# Dmitrij Kokarev (nuotatore)
Dmitrij Vasil'evič Kokarev (in russo Дмитрий Васильевич Кокарев?; 11 febbraio 1991) è un nuotatore russo.
Ha rappresentato la Russia ai XIII Giochi paralimpici estivi a Pechino, vincendo tre medaglie d'oro, una nei 200m stile libero, una nei 100 m stile libero e una nei 50 m rana. Kokarev compete nella categoria S2 di disabilità, per gli atleti con disabilità gravi. Egli ha stabilito un record mondiale nella S2 200 m stile libero, con un tempo di 4'45"43, il suo tempo nei 100 m stile libero è stato di 2'19"39.